# Xã Nelson, Quận Watonwan, Minnesota
Xã Nelson (tiếng Anh: Nelson Township) là một xã thuộc quận Watonwan, tiểu bang Minnesota, Hoa Kỳ. Năm 2010, dân số của xã này là 287 người.